# فاكيوري لي بوسيك
فاكيوري لي بوسيك (بالفرنسية: Vacquerie-le-Boucq)‏ هي بلدية تقع في إقليم باد كاليه من منطقة نور با دو كاليه في شمال فرنسا. تبلغ مساحة هذه المدينة 3.3 (كم²)، وترتفع عن سطح البحر 129 م، يبلغ عدد سكانها 89 نسمة حسب إحصاء المعهد الوطني للإحصاء والدراسات الاقتصادية سنة 2009 م. وترأس ميشيل ليغراند البلدية خلال فترة (2008-2014).